# Simon Mopinot
Simon Mopinot (1685, Reims - 11 d'octubre de 1724, Saint Germain des Prés) fou un religiós benedictí i historiador francès.
Després de cursar els seus estudis d'humanitats a la Universitat de Reims, amb disset anys fou admès com a novici al monestir de Saint Faron de Meaux, pertanyent a la Congregació de Sant Maur de l'orde benedictí, en què professà l'any següent. Estudià filosofia i teologia a l'abadia de Saint-Denis i grec i hebreu a la de Saint Nicaise de Reims, i fou professor de retòrica a la de Pontlevoy.
En la seva faceta literària, durant la seva estada a Saint Denis, col·laborà amb Jean Marie Didier en una edició de les obres de Tertul·lià; traslladat a l'Abadia de Saint-Germain-des-Prés, assistí Pierre Coustant en la recopilació de decretals papals titulada Epistolae Romanorum Pontificum, feu algunes aportacions al Thesaurus Anecdotorum d'Edmond Martène i Ursin Durand, i compongué alguns himnes en llatí per a ús de la congregació que foren molt celebrats pels seus correligionaris. Quan morí Coustant el 1721, Mopinot quedà encarregat de la continuació de la seva obra, però la seva fràgil salut i els seus problemes estomacals, complicats amb una disenteria, li causaren la mort amb 39 anys sense haver pogut completar la seva tasca.